# Пайсис
«Па́йсис» (от англ. произношения латинского названия созвездия Рыб — лат. Pisces) — серия канадских («Пайсис-IV», «Пайсис-VII», «Пайсис-XI») научно-исследовательских глубоководных обитаемых аппаратов для океанологических исследований и спасательных работ.

## Конструкция

### Корпус

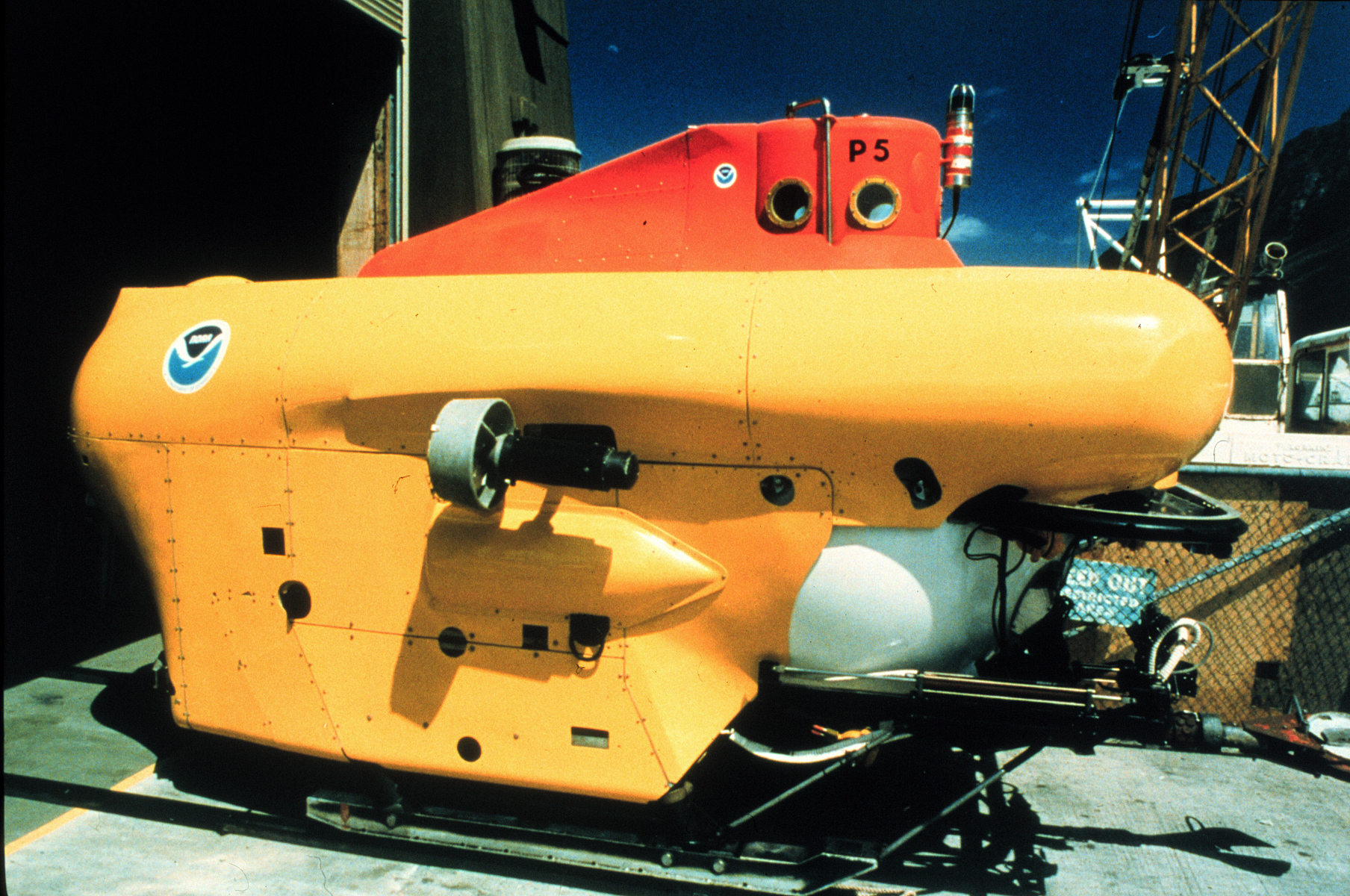
«Pisces V»

Все аппараты имели по четыре прочные сферы, сделанные из высокопрочной легированной стали. Наибольшая носовая сфера является обитаемой. Это прочный корпус с тремя иллюминаторами, входным люком и проходами для проводки. Для предотвращения коррозии, снаружи она покрыта тонким слоем стеклопластика на эпоксидной смоле, а изнутри, теплоизоляцией из полистирола и стеклопластика.
Кормовая сфера — это прочная уравнительная цистерна, разделённая горизонтальным покрытием на две части: нижнюю — цистерну и верхнюю, где было размещено оборудование бортовых систем. Дифферентными цистернами служили две малые носовые сферы. Все прочные сферы крепились на несущей стальной трубчатой раме, заполненной маслом. На ней также было размещено всё забортное комплектующее оборудование. Сверху к раме крепился подъёмный рым, нижняя часть покоилась на двух стальных лыжах, предназначенных для постановки ГОА на палубу носителя или посадки его на грунт. К раме стальными болтами крепились секции обшивки из сферопластика, облицованного стеклопластиком.

### Силовая установка
Электроэнергетическая установка включает в себя две аккумуляторные батареи, находящиеся в междубортном пространстве в двух заполненных маслом стеклопластиковых герметичных контейнерах. Питание ходовых двигателей, электродвигателей насоса балластной системы, дифферентного насоса и силового блока гидравлики, несколько наружных светильников общей мощностью 2,5 кВт и электромагнитных клапанов управления гидравликой происходит от батареи 120 вольт. Батареи на 24 В и 12 В обеспечивают электроэнергией навигационную, научную и связную аппаратуру. ГОА оснащён двумя гребными винтами в насадках. Они могут поворачиваться вокруг горизонтальной оси в пределах 120 градусов. Движители могут использоваться в качестве маршевых и вертикальных. Гребной электродвигатель постоянного тока и редуктор каждого винта располагаются в капсуле, наполненной маслом, и имеет индивидуальную компенсацию давления, являющейся продолжением ступицы винта. Подруливающие насадки были снабжены аварийным гидравлическим устройством обрезания питающего кабеля и отдачи движителей. Для пилотировании ГОА типа «Пайсис» совместно работали двигатели, перемещающие подводный аппарат в любом направлении и система балласта для перемещении по вертикальному положению.

## Представители
- «Пайсис-I»
- «Пайсис-II»
- «Пайсис-III»
- «Пайсис-IV» — 1972 год
- «Пайсис-V»
- «Пайсис-VI» — 1976 год
- «Пайсис-VII» — 1976 год
- «Пайсис-VIII»
- «Пайсис-IX»
- «Пайсис-Х»
- «Пайсис-XI» — 1977 год

## Современный статус
- «Пайсис-I»
- «Пайсис-II»
- «Пайсис-III»
- «Пайсис-IV» — входит в состав Тихоокеанского океанологического исследовательского института Канады (порт Виктория).
- «Пайсис-V»
- «Пайсис-VI»
- «Пайсис-VII» — экспонат музея Мирового океана в Калининграде, установлен в главном корпусе музея, в экспозиции "Глубина".
- «Пайсис-VIII»
- «Пайсис-IX»
- «Пайсис-Х»
- «Пайсис-XI» — экспонат Байкальского музея ИНЦ СО РАН[1][2].

## Применение в СССР

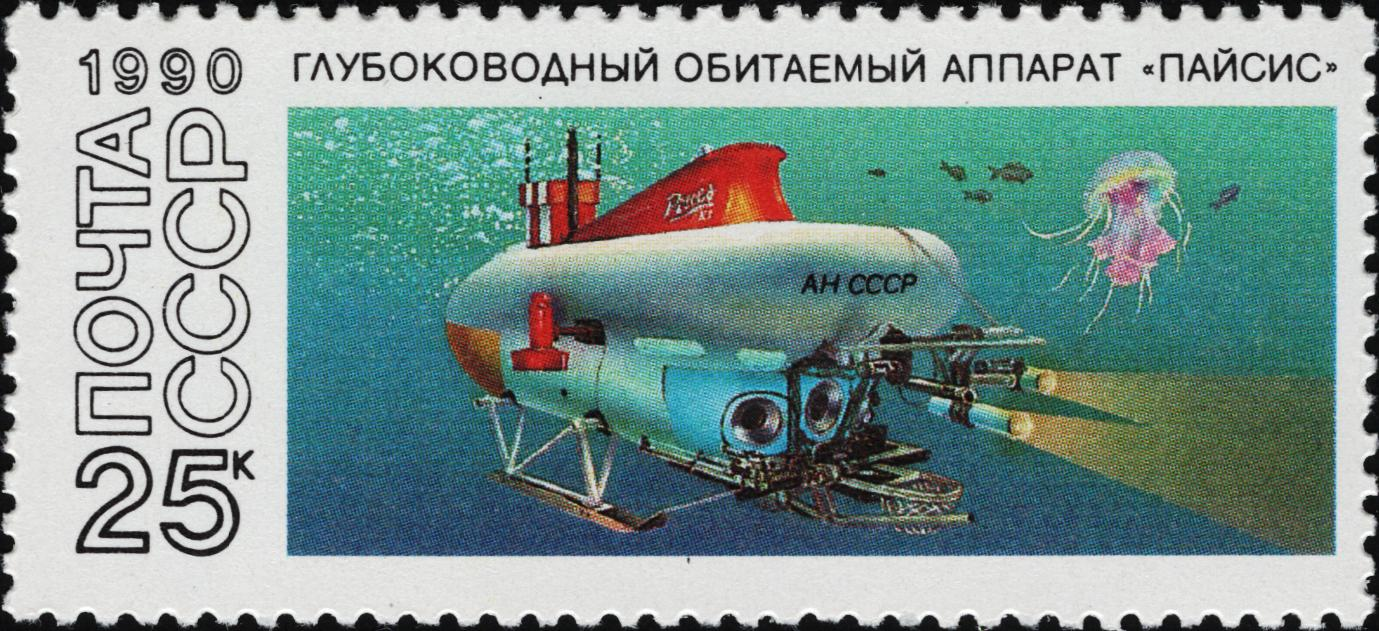
Аппарат «Пайсис» на почтовой марке СССР

С применением ГОА «Пайсис VII» и «Пайсис XI» в период 1977 по 1991 год Институтом океанологии АН СССР проведено 16 экспедиций в Атлантический, Тихий и Индийский океаны.
В 1973 году маленькой канадской фирме «Хайко» был заказан проект исследовательского глубоководного аппарата «Пайсис-IV». Аппарат был спроектирован и построен, но в связи с «прохладными» отношениями СССР и США он был выкуплен канадским правительством.
В середине 1970-х годов между США и европейскими странами существовало соглашение о запрете на поставку техники новых технологий в СССР и соцстраны. Но на покупку и вывоз изделий и комплектующих частей запрета не было. Именно этим воспользовалась советская фирма, арендовав помещение в Цюрихе для сборки двух аппаратов серии «Пайсис». Один прочный корпус обитаемых аппаратов заказали в Японии, другой — в Канаде. Первый аппарат собрали в Цюрихе, отвезли на трейлере в Геную и испытали в Средиземном море. Затем его погрузили на теплоход «Фрязино», шедший в Новороссийск. Так Институт океанологии АН СССР получил «Пайсис-VII».
«Пайсис-XI» собирали в Ванкувере, испытывали в Тихом океане и на иностранном судне отвезли во Владивосток, откуда на Ил-76 «Пайсис-XI» был перевезён в Новороссийск.
Так в CCCP, за десять лет до появления «Миров», в 1975—1976 годах появились два исследовательских обитаемых аппарата, способных погружаться на две тысячи метров. Первой большой экспедицией «советских» «Пайсисов» было изучение Байкала в 1977 году. Повторно «Пайсисы» работали на Байкале в 1991 году, после чего глубоководные исследования озера возобновились уже с помощью ГОА «Мир» в течение трёх сезонов 2008—2010 годов.

### Известные командиры
- Подражанский Александр Моисеевич («Пайсис-XI»)
- Черняев, Евгений Сергеевич

## Прочие факты
29 августа 1973 года у берегов Ирландии аппарат Pisces III, использовавшийся для прокладки трансатлантического подводного телефонного кабеля, всплывая с глубины 480 м, повредил клапан вентиляции уравнительной цистерны. Выгородка электромасляного насоса заполнилась водой, и Pisces III ушёл на дно. Однако 1 сентября 1973 года его смогли поднять на поверхность суда Vickers Voyager и John Cabot. К моменту спасения у двух членов экипажа оставалось запасов воздуха лишь на 12 минут. Данная спасательная операция до настоящего времени остаётся рекордной по глубине, с которой были спасены люди.

## В кино
Советские "Пайсисы" часто появлялись в кадрах кинохроники:
- «По компасу Октября» из киножурнала «Альманах кинопутешествий», № 126, 1977 г.
- «Путешествие на дно Байкала», из киножурнала «Альманах кинопутешествий», № 127, 1977 г.
- «Геологи вышли в море», 1982 г.
- «Земля - наш общий дом», Эратов, 1985 г.

О советских "Пайсисах" снят документальный фильм "Пайсисы": первые на глубине, 2021